# Le Breuil-en-Bessin
Le Breuil-en-Bessin é uma comuna francesa na região administrativa da Normandia, no departamento Calvados. Estende-se por uma área de 4,38 km². Em 2010 a comuna tinha 409 habitantes (densidade: 93,4 hab./km²).